# Oberding József György
Oberding József György (Budapest, 1902. november 9. – ?) közgazdász, lapszerkesztő, helytörténész.

## Életútja
A budapesti egyetemen szerzett közgazdász oklevelet; ugyanitt doktorált. Kolozsvárt bekapcsolódott az Erdélyi Gazdasági Egyesület gazdaköri mozgalmába, a Gazdasági és Hitelszövetkezetek Szövetségének és az EME jogi és társadalomtudományi szakosztályának titkára. 1937-től a Szövetkezeti Értesítő felelős, 1938-tól főszerkesztője. 1941-től a Ferenc József Tudományegyetem Szövetkezettani Intézetének tanára, majd igazgatója. 1945-ben Magyarországra költözött.

## Munkássága
Számos szövetkezeti és hitelügyi tanulmány szerzője. A Hitelben Románia mezőgazdasági átszervezése című írásával szerepel (1937/2), a Magyar Kisebbségben a romániai magyar szövetkezetekről értekezik (1939/9; 1940/13), az Erdélyi Szemle A gazdasági élet és a gazdasági törvényhozás viszonya című tanulmányát közli (1939/3). A budapesti Közgazdasági Szemlében A szövetkezeti mozgalom és az egyke címmel ír tanulmányt (1942/12). Az Erdélyi Múzeumban beszámol az EME jog- és társadalomtudományi szakosztályának tevékenységéről (1942/4). A gazdakörök szerepe Reiffeisen szövetkezeti rendszerében című tanulmánya a Szövetkezeti Értesítő nyomán különlenyomatban is megjelent (1944).
Helytörténeti munkái a Hitel hasábjain megjelent településtörténeti és társadalomrajzi vázlata a bukovinai magyarságról (1939/3, 4) és A bánsági telepítések rövid története (1943/3).

## Főbb munkái
- Az erdélyi agrárreform (1930)
- A mezőgazdasági hitelkérdés rendezésére irányuló törekvések a román törvényhozásban (1932)
- A modern szövetkezeti mozgalom (1934)
- A kolozsvári Gondoskodó Társaság (1934, Erdélyi Tudományos Füzetek 70.)
- Az erdélyi magyarság szövetkezeti mozgalma (1938)
- A szövetkezeti mozgalom eszméi (1939)
- Az óromániai magyarság (1940)
- Szövetkezeti jegyzetek III. (1941)
- A fogyasztási szövetkezetek és a magánkereskedelem viszonya Erdélyben (1942)
- Mezőgazdasági szövetkezeti ismeretek (1943)